# Герб Шотландии
Королевский герб Шотландии (англ. Royal arms of Scotland) — официальный герб шотландского короля со дня его утверждения в XII веке и до вхождения Королевства Шотландия, в соответствии с договором об Унии 1706 г. и Актом об Унии 1707 г., в Королевство Великобритания.
В настоящее время официальными органами власти используется вариант государственного герба Шотландии в Соединённом королевстве, в котором изначальный герб помещён в четверочастном щите герба короля Карла III вместе с гербами Англии и Ирландии.

## История
Парная внутренняя червлёная, снаружи и внутри переменно усаженная лилиями кайма известна как royal tressure — «королевская кайма». Лилии в королевской кайме традиционно символизируют «Старый союз» с Францией, что маловероятно, так как этот союз возник только в XIII веке, когда королевская кайма прочно утвердилась в качестве части герба по прошествии многих лет. Возможно она была добавлена лишь для того, чтобы сделать герб более отличительным, поскольку изображение льва уже использовался несколькими лордами и королями.
Первые известные подобия данного герба использовал в XII веке король Вильгельм I Лев, хотя каких-либо их следов на его печати обнаружить не удалось. Однако, восстающий лев явно мог быть изображён на печати его сына Александра II. На протяжении многих лет многие авторы утверждали, что он мог быть намного старше; даже Александр Нисбет, считающийся одним из достовернейших шотландских геральдистов, утверждал, что лев впервые был утверждён в качестве личного знака легендарным Фергюсом, а королевская кайма была добавлена в правление Ахея. Это явно не соответствует действительности: даже если Фергюс и Ахей и существовали, то на несколько столетий раньше, чем возникла геральдика.
На протяжении веков герб переходил от монарха к монарху, изменяясь лишь небольшими вариациями в деталях. В некоторых ранних примерах лев держит меч или носит корону, а королевская кайма иногда интерпретируется как внутренняя или простая кайма. Многие из этих сравнительно незначительных изменений, по видимому, являются плодом личных усилий каменщиков, ткачей, художников и скульпторов, старавшихся на протяжении веков создать или воспроизвести герб данного периода, а также ошибок и кривотолков со стороны иностранных художников-геральдистов.
В правление Якова III шотландский парламент предпринял любопытную попытку избавиться от королевской каймы, приняв акт о том, что, «Король, по совету трёх Сословий, указал, что впредь не должно быть никаких двойных каём вкруг его герба, но целый герб со львом без чего-либо более». Такое положение дел, по видимому, длилось очень долго, но вскоре Яков III восстановил королевскую кайму, сначала без её вершины, а затем в её первоначальном виде.

## Эволюция герба
Герб Шотландского королевства

До 1558
Герб, принятый Марией Стюарт (1558)
Герб, принятый Марией Стюарт (1558—1559)
Герб, принятый Марией Стюарт (1559—1560)
Герб, принятый Марией Стюарт (1560—1565)
Герб, принятый Марией I (1565—1603)
Герб принятый Яковом VI (1603—1651)
Герб протектората в Шотландии 1653—1659
Герб, принятый Карлом II (1660—1689)
Герб, принятый Марией II и Вильгельмом II (1689—1694)
Герб, принятый Вильгельмом II (1694—1702)
Герб, принятый Анной Стюарт (1702—1707)

Герб Соединённого королевства в Шотландии

Герб, принятый Анной Стюарт (1707—1714)
Герб, принятый Георгом I (1714—1801)
Герб, принятый Георгом III (1801—1816)
Герб, принятый Викторией (1837—1952)
Герб, принятый Елизаветой (1952 — н. в.)